# Melbourne Star
A Melbourne Star (korábban Southern Star) egy 2009 óta nem működő kilátó típusú óriáskerék Melbourne-ben (Ausztrália). A 120 méter magas kerék egy negyven emeletes épület magasságának felel meg. Felépítése a 135 méteres London Eyehoz hasonló. Alig egy hónapnyi működés után az óriáskereket leállították további szükséges javítások idejére.

## Története
Az óriáskerék 2006-2008 közötti felépítése az ING Real Estate és Hansen Yuncken vezetésével 100 millió ausztrál dollárba került. Tulajdonosai úgy vélték, a kerék az első évben másfél millió látogatót fog vonzani.
A kerék külső gyűrűjét 2008. március 1-jén fejezték be. A kapszulák 2008. június 10-én érkeztek, beszerelésükkel 2008. október 20-án végeztek. A tervezett 2008. november 28-i nyitási időpontot egyes alkatrészek késett beszerzése és a rossz időjárás miatt elhalasztották 2008. december 20-ra.
A Melbourne Star huszonegy légkondicionált kapszulái egyenként húsz ember befogadására képesek, egy menet kb. 25 - 30 perces.  Az óriáskerék fedélzetéről utasai melbourne-i panorámában gyönyörködhetnek és kb. 40 km távolságba láthatnak el. A kerék éjszakai megvilágításához 3,7 km hosszúságú LED-füzér biztosít húsz milliárd féle fénykombinációt.
2009. január 30-án alig egy hónapnyi működés után az óriáskereket bezárták szerkezeti problémákra hivatkozva, horpadások és repedések keletkeztek a keréken. Működtetői a 2009-es délkelet-ausztráliai hőhullámot okolták az eset miatt. További vizsgálatok cáfolták, hogy a meghibásodást a három napos hőhullám okozta. A vizsgálati eredmények szerint az ok tervezési hiba volt. Japán, ausztrál és brit mérnökök véleménye alapján nagyjából egy év szükséges a javítások elvégzésére, és kb. 20 millió dollár. 2011 januárjában rekonstrukciós munkálatok kezdődtek azzal, hogy a BMC által gyártott első hét új küllő megérkezett Latrobe Valley-ből. A hátralévő hat küllő 2011 áprilisa előtt várható.